# Hemiceras ravula
Hemiceras ravula är en fjärilsart som beskrevs av Paul Dognin 1914. Hemiceras ravula ingår i släktet Hemiceras och familjen tandspinnare. Inga underarter finns listade i Catalogue of Life.